# Passione secondo Marco
La Passione secondo Marco (in tedesco: Markuspassion) BWV 247 è una composizione di Johann Sebastian Bach eseguita per la prima volta, nella sua ultima versione, a Lipsia il 23 marzo 1731. Anche se la musica è perduta, il libretto scritto da Christian Friedrich Henrici ci è pervenuto, permettendo diverse ricostruzioni della passione.

## Struttura
La Passione secondo Marco è a metà strada fra un pasticcio e una parodia, in quanto contiene quasi totalmente parti riciclate da altre precedenti composizioni. L'opera, infatti, sembra riutilizzare la quasi totalità di Lass, Fürstin, lass noch einen Strahl ("Trauerode") BWV 198, insieme a due arie tratte da Widerstehe doch der Sünde BWV 54. In aggiunta, due cori dalla BWV 247 vennero riutilizzati nell'Oratorio di Natale BWV 248.
Questo lascia solo un paio di arie senza fonti, che però derivano probabilmente da composizioni perdute dello stesso Bach. Benché i recitativi originali siano perduti, le ricostruzioni della Passione secondo Marco utilizzano quelli composti da Reinhard Keiser, che Bach stesso eseguì in almeno due occasioni.
L'opera comprende i capitoli 14 e 15 del Vangelo secondo Marco, inframmezzato da arie e corali scritti da Christian Friedrich Henrici.

## Storia
Nel 1754 il teorico della musica Lorenz Christoph Mizler pubblicò come aggiunta al suo recente volume della Neu eröffnete musikalische Bibliothek una serie di tre necrologi relativi a tre membri della sua Correspondierende Societät der musicalischen Wissenschaften da poco deceduti. Fra questi c'era un avviso scritto da Carl Philipp Emanuel Bach e da Johann Friedrich Agricola, entrambi musicisti presso il re Federico II di Prussia. Tutti e due erano stati allievi di Johann Sebastian Bach, soggetto del necrologio, ed erano perciò qualificati a scrivere qualcosa su di lui. Carl Philipp Emanuel Bach e Johann Friedrich Agricola catalogarono tutte le composizioni di Johann Sebastian, pubblicate e non pubblicate. Fra queste era presente la dicitura Cinque Passioni, di cui una per doppio coro.
Di queste cinque passioni, due sono giunte fino a noi (quella secondo Matteo BWV 244 e quella secondo Giovanni BWV 245). Di una terza passione, la Passione secondo Marco BWV 247, ci è pervenuto solo il libretto. Di una quarta, la Passione secondo Luca BWV 246, l'attribuzione a Johann Sebastian Bach è dubbia. L'identità della quinta passione, invece, è tuttora fonte di dibattito.
Negli anni della sua giovinezza, Bach visitò Amburgo e Lubecca mentre era studente della Scuola di San Michele a Lüneburg, dal 1700 al 1702. Dal novembre 1705 al febbraio 1706 compì un nuovo viaggio a Lubecca, toccando forse anche Amburgo. Nuovamente, nel 1721 si recò ad Amburgo per concorrere al posto di organista della Jackobchirke. Bach si presentò per un'audizione il 21 novembre, giorno in cui, nella chiesa, era presente anche l'anziano Johann Adam Reincken. In suo onore Bach improvvisò alcune variazioni sul corale An Wasserflüssen Babylon, che aveva sentito suonare anni prima dallo stesso Reincken. Al termine dell'esecuzione Reincken si avvicinò a Bach dicendogli: Credevo che quest'arte fosse morta, ma vedo che vive ancora in voi!
È possibile che Bach, lì, abbia conosciuto una Passione secondo Marco di autore sconosciuto. Sulla base di considerazioni stilistiche, alcuni studiosi hanno creduto che la paternità del lavoro fosse di Reinhard Keiser. Tuttavia, dopo la scoperta di un libretto databile intorno al 1707, i musicologi assegnano la paternità dell'opera a Friedrich Nicolaus Bruhns.

## Bach a Weimar
Non esistono prove che a Bach sia stato richiesto, nei suoi obblighi lavorativi, di comporre passioni durante le sue permanenze a Weimar, Arnstadt e Mühlhausen. Tuttavia, egli ricevette due richieste da privati: una volta su commissione di Federico III di Sassonia-Gotha-Altenburg, con conseguente realizzazione di una misteriosa Passionmusik di Weimar (catalogata come BWV deest, BC D 1), e un'altra commissione catalogata come BWV deest, BC 5a D.
Le origini della commissione della BWV deest, BC 5a D sono sconosciute. Tutto il materiale documentario per il tempo di Bach a Weimar in questo periodo (1708-1717) venne distrutto da un incendio nel 1774. L'unica prova pervenutaci sono alcune parti separate, conservate presso la Staatsbibliothek Unter den Linden di Berlino.
I musicologi non sono certi che le parti conservate a Berlino siano la versione integrale della passione. Anche la datazione è fonte di dibattito: in origine si riteneva che la prima esecuzione fosse avvenuta il 14 aprile 1713, ma alcuni sostengono più verosimili le date 25 marzo 1712 o 30 marzo 1714.
In totale, ci sono pervenuti tre manoscritti: uno, composto da 57 pagine e appartenuto a Wilhelm Rust, porta il titolo: Dr. Rust / Passion / nach dem Evangelium / St. Marcus / componirt / von ?, e a pagina due:  Passion nach dem Ev. Marcus / Aus J. S. Bach's größtentheils eigenhändig geschriebenen Stimmen / in Partitur gesetzt / von / Dr. Wilhelm Rust, Cantor zu St. Thomas / in Leipzig. Questo manoscritto è conservato presso la  Staatsbibliothek Unter den Linden di Berlino con il numero di catalogo DB N. Mus. ms. 10624.
Un altro manoscritto ci è giunto in forma di spartito di 31 pagine, datato prima del 1712. Il frontespizio reca l'iscrizione: Passion Christi / secundum Marcum [korrigiert aus Matthäum] / à 5 Strom 4 Voci / di Sigre / R. Kaiser. Alla morte di Bach, questo manoscritto passò a Carl Philipp Emanuel, alla cui morte venne acquistato da Georg Pölchau, da cui entrò in possesso della Staatsbibliothek di Berlino con numero di catalogo DB Mus. Ms. 11471/1 e 2.
Un terzo manoscritto è giunto fino a noi sotto forma di spartito di 45 pagine con l'iscrizione: Passione Christi / secundum Marcum [korrigiert aus Matthäum] / à 5 Strom 4 Voci / di Sigre / R. Kaiser. Seguendo le sorti del secondo manoscritto, anche questo si trova alla Staatsbibliothek di Berlino, catalogato come DB Mus. ms. 11471/1.
Tutti e tre i manoscritti, probabilmente, sono incompleti. Anche la strumentazione è discutibile: la parte dell'oboe è inclusa in quella del violino I, forse intendendo che fosse eseguibile anche dal violino, o forse facendo supporre che la vera parte dell'oboe sia mancante. Sono del tutto assenti, inoltre, le parti del basso continuo, del fagotto, del violoncello e della viola.

## Libretto del BWV deest, BC D 5a
L'autore del libretto è sconosciuto.
- Sonata e Coro: Jesus Christus ist um unser Missetat willen verwundet.
- Recitativo per evangelista, Gesù e Pietro: Und da sie den Lobgesang gesprochen hatten.
- Aria per soprano e  basso continuo: Will dich die Angst betreten.
- Recitativo per evangelista e Gesù: Und nahm zu sich Petrus und Jakobus und Johannes.
- Corale: Was mein Gott will, das g'scheh allzeit.
- Recitativo per evangelista e Gesù: Und kam und fand sie schlafend.
- Recitativo per evangelista e Giuda: Und alsbald, da er noch redet.
- Aria per tenore, violino e basso continuo: Wenn nun der Leib wird sterben müssen.
- Recitativo per evangelista e Gesù: Die aber legten ihre Hände an ihn.
- Recitativo per evangelista: Und die Jünger verließen ihn alle und flohen.
- Coro: Wir haben gehöret.
- Recitativo per evangelista, sacerdote e Gesù: Aber ihr Zeugnis stimmet noch nicht überein.
- Coro: Weissage uns!
- Recitativo per evangelista, Maria Maddalena e Pietro: Und die Knechte schlugen ihn in's Angesicht.
- Coro: Wahrlich, du bist der einer.
- Recitativo per evangelista e Pietro: Er aber fing an sich zu verfluchen und zu schwören.
- Aria per tenore, violino e basso continuo:  Wein, ach wein jetzt um die Wette.
- Sinfonia.
- Recitativo per evangelista, Pilato e Gesù: Und Bald am Morgen.
- Aria per contralto, violino e basso continuo: Klaget nur, ihr Kläger hier.
- Recitativo per evangelista e Pilato: Jesus aber antwortete nichts mehr.
- Coro: Kreuzige ihn!
- Recitativo per evangelista e Pilato: Pilatus aber sprach zu ihnen.
- Coro: Kreuzige ihn!
- Corale: O hilf Christe, Gottes Sohn.
- Sinfonia.
- Recitativo per evangelista: Pilatus aber gedachte.
- Coro: Gegrüßet seist du.
- Recitativo per evangelista: Und schlugen ihm das Haupt mit dem Rohr.
- Aria per basso, violino e basso continuo: : O süßes Kreuz.
- Recitativo per evangelista: Und sie brachten ihn an die Stätte Golgatha.
- Aria per soprano, violino e basso continuo:  O Golgotha!
- Recitativo per evangelista: Und da sie ihn gekreuziget hatten.
- Aria per contralto e basso continuo: Was seh' ich hier.
- Recitativo per evangelista: Und es war oben über ihm geschrieben.
- Coro: Pfui dich (variante: Seht doch).
- Recitativo per evangelista: Desselbengleichen die Hohenpriester.
- Coro: Er hat anderen geholfen.
- Recitativo per evangelista: Und die mit ihm gekreuzigte waren.
- Arioso per Gesù: Eli, Eli, lama asabthani?
- Recitativo (Evangelist): Das ist verdolmetschet.
- Coro: Siehe, er rufet den Elias.
- Recitativo per evangelista e soldato: Da lief einer.
- Corale per contralto e basso continuo: Wenn ich einmal soll scheiden.
- Aria per soprano, tenore, violino e basso continuo: Seht, Menschenkinder, seht.
- Sinfonia.
- Recitativo per evangelista e soldato: Und der Vorhang im Tempel zerriß in zwei Stück.
- Aria per contralto, violino, viola e basso continuo: Dein Jesus hat das Haupt geneiget.
- Recitativo per evangelista: Und er kaufte eine Leinwand.
- Corale: O Traurigkeit.
- Corale: O selig ist.
- Corale: O Jesu du.
- Corale: Amen.

Come si vede, il testo biblico è intervallato da passaggi liberi e da corali. I testi dei corali sono tratti da Was mein Gott will, das g'scheh allzeit di Alberto I di Prussia (versetto 1),  Christus, der uns selig macht di Michael Weiße (versetto 8), O Haupt voll Blut und Wunden di Paul Gerhardt (versetti 9 e 10) e O Traurigkeit, o Herzelein di Friedrich Spee.
A differenza di altre passioni di Bach, la composizione non è divisa in due parti. Christian Friedrich Henrici, poeta che fornì i testi di molte cantate bachiane, utilizzò il testo del nono movimento, modificandolo leggermente, in una sua collezione intitolata Sammlung Erbaulicher Gedanken über und auf die gewöhnlichen Sonn- u. Fest-Tage, in gebundener Schreib-Art entworffen. I due movimenti aggiuntivi, 14 e 29, sono catalogati come BWV deest serie II: 02 e 03.
Come si vede, l'opera è piuttosto breve se paragonata alle altre passioni bachiane, indicando probabilmente la mancanza di alcune parti.
Per quanto riguarda l'orchestrazione, Bach scrisse nel 1730 un piccolo trattato dal titolo Kurtzer, iedoch höchstnöthiger Entwurff einer wohlbestallten Kirchen Music; nebst einigem unvorgreiflichen Bedenkken von dem Verfall derselben (Brevi, ma necessarie, osservazioni su una ben regolata musica da chiesa, con alcune modeste critiche sul declino della stessa), affermando che la dimensione ideale dei cori avrebbe dovuto essere di almeno tre persone per ogni voce (un solista e due ripienisti). Inoltre enumerò un'orchestra ideale con due o tre per il Violino I, due o tre per il Violino II, due per la Viola I, due per la Viola II, due per il Violoncello, uno per il Violone, due o tre per l'Oboe, uno o due per il Fagotto, due per il Flauto, tre per la Tromba e uno per i Timpani, per un totale di circa diciotto strumentisti.

## Lipsia 1726 (BC D 5b)
A Lipsia, Bach iniziò a scrivere la Passione secondo Matteo nel 1725, ma mise da parte la composizione per sviluppare una versione della Passione secondo Giovanni, ma anche in questo caso abbandonò momentaneamente il progetto, decidendo di lavorare sull'antica passione di Weimar. Questa composizione venne eseguita il 19 aprile 1726. Per l'occasione, Bach cambiò due movimenti e divise l'opera a metà, introducendo un nuovo corale. La parte del Violino I in questo lavoro (BWV deest, BC D 5b) è mancante ed è stata ricostruita dai musicologi.
Lo spartito è conservato presso la  Staatsbibliothek Unter den Linden di Berlino con il numero di catalogo D B Mus. ms. 11471/2 e l'iscrizione: Passion Christi / secundum Marcum [korrigiert aus Matthäum] / à 5 Strom 4 Voci / di Sigre / R. Kaiser. La struttura è la seguente:
Prima Parte
- Sonata e Coro: Jesus Christus ist um unser Missetat willen verwundet.
- Recitativo per evangelista, Gesù e Pietro: Und da sie den Lobgesang gesprochen hatten.
- Aria per soprano e  basso continuo: Will dich die Angst betreten.
- Recitativo per evangelista e Gesù: Und nahm zu sich Petrus und Jakobus und Johannes.
- Corale: Was mein Gott will, das g'scheh allzeit.
- Recitativo per evangelista e Gesù: Und kam und fand sie schlafend.
- Recitativo per evangelista e Giuda: Und alsbald, da er noch redet.
- Aria per tenore, violino e basso continuo: Wenn nun der Leib wird sterben müssen.
- Recitativo per evangelista e Gesù: Die aber legten ihre Hände an ihn.
- Recitativo per evangelista: Und die Jünger verließen ihn alle und flohen.
- Coro: Wir haben gehöret.
- Recitativo per evangelista, sacerdote e Gesù: Aber ihr Zeugnis stimmet noch nicht überein.
- Coro: Weissage uns!
- Recitativo per evangelista, Maria Maddalena e Pietro: Und die Knechte schlugen ihn in's Angesicht.
- Coro: Wahrlich, du bist der einer.
- Recitativo per evangelista e Pietro: Er aber fing an sich zu verfluchen und zu schwören.
- Aria per tenore, violino e basso continuo:  Wein, ach wein jetzt um die Wette.
- Corale: So gehst du nun, mein Jesus, hin.

Seconda Parte
- Sinfonia.
- Recitativo per evangelista, Pilato e Gesù: Und Bald am Morgen.
- Aria per contralto, violino e basso continuo: Klaget nur, ihr Kläger hier.
- Recitativo per evangelista e Pilato: Jesus aber antwortete nichts mehr.
- Coro: Kreuzige ihn!
- Recitativo per evangelista e Pilato: Pilatus aber sprach zu ihnen.
- Coro: Kreuzige ihn!
- Corale: O hilf Christe, Gottes Sohn.
- Sinfonia.
- Recitativo per evangelista: Pilatus aber gedachte.
- Coro: Gegrüßet seist du.
- Recitativo per evangelista: Und schlugen ihm das Haupt mit dem Rohr.
- Aria per basso, violino e basso continuo: : O süßes Kreuz.
- Recitativo per evangelista: Und sie brachten ihn an die Stätte Golgatha.
- Aria per soprano, violino e basso continuo:  O Golgotha!
- Recitativo per evangelista: Und da sie ihn gekreuziget hatten.
- Aria per contralto e basso continuo: Was seh' ich hier.
- Recitativo per evangelista: Und es war oben über ihm geschrieben.
- Coro: Pfui dich (variante: Seht doch).
- Recitativo per evangelista: Desselbengleichen die Hohenpriester.
- Coro: Er hat anderen geholfen.
- Recitativo per evangelista: Und die mit ihm gekreuzigte waren.
- Arioso per Gesù: Eli, Eli, lama asabthani?
- Recitativo (Evangelist): Das ist verdolmetschet.
- Coro: Siehe, er rufet den Elias.
- Recitativo per evangelista e soldato: Da lief einer.
- Corale per contralto e basso continuo: Wenn ich einmal soll scheiden.
- Aria per soprano, tenore, violino e basso continuo: Seht, Menschenkinder, seht.
- Sinfonia.
- Recitativo per evangelista e soldato: Und der Vorhang im Tempel zeriß in zwei Stück.
- Aria per contralto, violino, viola e basso continuo: Dein Jesus hat das Haupt geneiget.
- Recitativo per evangelista: Und er kaufte eine Leinwand.
- Corale: O Traurigkeit.
- Corale: O selig ist.
- Corale: O Jesu du.
- Corale: Amen.

Come per il lavoro di Weimar, questa composizione consta di quattro solisti (soprano, contralto, tenore e basso), coro, oboe I e II, violino I e II, viola I e II e basso continuo. In due dei tre movimenti aggiunti, la parte del violino è mancante e ha dovuto essere ricostruita. Il musicologo Alfred Dürr ha notato che la linea del basso del decimo movimento è la stessa della So gehst du nun, mein Jesus, hin BWV 500a.
Il movimento 15 è stato usato per rimpiazzare il 14 del BC D 5a ed è catalogato come BWV 1084. Il movimento 30 rimpiazza il 29 del BC D 5a ed è catalogato BWV deest serie II:04.

## Lipsia 1747–1748 (BC D 5)
Bach rivedette nuovamente questo pasticcio in occasione delle esecuzioni del 30 aprile 1747 alla Nikolaikirche e del 12 aprile 1748 alla Thomaskirche. In aggiunta alla propria musica (due movimenti), Bach incorporò sette arie dalla Brockes Passion HWV 48 di Georg Friedrich Händel. Questa versione, BWV deest (Serie II: 005), BC D 5,  ci è pervenuta in due forme: una è una parte completa per clavicembalo in dieci pagine, conservata a Berlino, e catalogata D B N. Mus. ms. 468. Il frontespizio recita: Marcus-Passion / angeblich von R: Keiser / NB enthält 6 Arien aus der Brockes'schen / Passion von Händel.
La seconda forma è un frammento per fagotto, parte dell'aria Era Wunder, dass der Sonnen Pracht, tratta dal HWV 48 di Händel, contrassegnata con il numero di catalogo Privatbesitz C. Thiele, BWV deest (Serie II: 005).
La struttura è la seguente:
Prima Parte
- Sonata e Coro: Jesus Christus ist um unser Missetaten willen verwundet.
- Recitativo per evangelista, Gesù e Pietro: Und da sie den Lobgesang gesprochen hatten.
- Aria per soprano e basso continuo: Will dich die Angst betreten.
- Recitativo per evangelista e Gesù: Und nahm zu sich Petrus und Jakobus und Johannes.
- Aria per soprano, oboe e basso continuo: Sünder, schaut mit Furcht und Zagen.
- HWV 48/9: Eingefügte Arie dalla Brockes Passion di Händel.
- Recitativo per evangelista e Gesù: Und kam und fand sie schlafend.
- Recitativo per evangelista e Giuda: Und alsbald, da er noch redet.
- Aria per tenore, violino e basso continuo: Wenn nun der Leib wird sterben müssen.
- Recitativo per evangelista e Gesù: Die aber legten ihre Hände an ihn.
- Recitativo per evangelista: Und die Jünger verließen ihn alle und flohen.
- Coro: Wir haben gehöret.
- Recitativo per evangelista, sacerdote e Gesù: Aber ihr Zeugnis stimmet noch nicht überein.
- Aria tenore, oboe, violino e basso continuo: Erwäg, ergrimmte.
- HWV 48/23: Eingefügte Arie dalla Brockes Passion di Händel.
- Recitativo per evangelista: Da fingen an etliche ihn zu verspeien.
- Coro: Weissage uns!
- Recitativo per evangelista, Maddalena e Pietro: Und die Knechte schlugen ihn ins Angesicht.
- Coro: Wahrlich, du bist der einer.
- Recitativo per evangelista e Pietro: Er aber fing an sich zu verfluchen und zu schwören.
- Aria per tenore, violino e basso continuo: Wein, ach wein jetzt um die Wette.
- Corale: So gehst du nun mein Jesus, hin.

Seconda Parte
- Sinfonia.
- Recitativo per evangelista, Pilato e Gesù: Und Bald am Morgen hielten die Hohenpriester einen Rat.
- Aria per contralto, violino e basso continuo: Klaget nur, ihr Kläger hier.
- Recitativo per evangelista e Pilato: Jesus aber antwortete nichts mehr.
- Coro: Kreuzige Ihn!
- Recitativo per evangelista e Pilato: Pilatus aber sprach zu ihnen.
- Coro: Kreuzige Ihn!
- Corale: O hilf, Christe, Gottes Sohn.
- Sinfonia.
- Recitativo per evangelista: Pilatus aber gedachte dem Volk genug zu tun.
- Coro: Gegrüßet seist du.
- Recitativo per evangelista: Und schlugen ihm das Haupt mit dem Rohr.
- Aria per basso, violino, viola e basso continuo: O süßes Kreuz.
- Recitativo per evangelista: Und sie brachten ihn an die Stätte Golgatha.
- Aria per soprano e Coro: Eilt, iht angefochtnen Seelen.
- HWV 48/41: Eingefügte Arie dalla Brockes Passion di Händel.
- Recitativo per evangelista: Und da sie ihn gekreuziget hatten.
- Aria per soprano, oboe, violino, viola e basso continuo: Hier erstarrt mein Herz in Blut.
- HWV 48/44: Eingefügte Arie dalla Brockes Passion di Händel.
- Recitativo per evangelista: Und es war oben über ihm geschrieben.
- Coro: Pfui dich (variante: Seht doch).
- Recitativo per evangelista: Desselbengleichen die Hohenpriester.
- Coro: Er hat anderen geholfen.
- Recitativo per evangelista: Und die mit ihm gekreuzigte waren.
- Aria per soprano, fagotto, violino, viola e basso continuo: Was Wunder, das der Sonnen Pracht.
- HWV 48/48: Eingefügte Arie dalla Brockes Passion di Händel.
- Arioso per Gesù: Eli, Eli, lama asabthani?
- Recitativo per evangelista: Das ist verdolmetschet.
- Coro: Siehe, er rufet den Elias.
- Recitativo per evangelista e soldato: Da lief einer.
- Corale per contralto e basso continuo: Wenn ich einmal soll scheiden.
- Aria per soprano, tenore, violino e basso continuo: Seht, Menschenkinder, seht.
- Sinfonia.
- Recitativo per evangelista e soldato: Und der Vorhang im Tempel zeriß in zwei Stück.
- Aria basso, violino e basso continuo: Wie kömmt's, daß, da der Himmel weint.
- HWV 48/52: Eingefügte Arie dalla Brockes Passion di Händel.
- Recitativo per evangelista: Und es waren auch Weiber da.
- Aria per contralto, violino, viola e basso continuo: Dein Jesus hat das Haupt geneiget.
- Recitativo per evangelista: Und er kaufte eine Leinwand.
- Aria per soprano, oboe, violino e basso continuo: Wisch ab der Tränen scharfe Lauge.
- HWV 48/55: Eingefügte Arie dalla Brockes Passion di Händel.
- Corale: O selig ist.
- Corale:  Jesu du.
- Corale: Amen.

L'organico prevede quattro solisti (soprano, contralto, tenore e basso), coro, oboe I e II, fagotto I e II, violino I e II, viola I e II e basso continuo.

## Ricostruzioni
Esistono diverse ricostruzioni della Passione secondo Marco. Diethard Hellmann completò una ricostruzione nel 1964 sulla base di parodie. Andor Gomme lavorò nel 1997 a una ricostruzione dell'opera, pubblicata da Bärenreiter, che utilizza la BWV 198 e i cori di BWV 204, 216, 120a, e 54. I recitativi e i cori della turba sono tratti dalla Passione secondo Marco di Reinhard Keiser, sulla quale anche Bach si basò per la rappresentazione a Weimar nel 1713.
Nel 1998 Rudolf Kelber ricostruì la Passione secondo San Marco come un pasticcio, utilizzando frammenti dalle cantate di Bach, recitativi di Keiser, brani di Telemann e aggiunte proprie.
Nel 1999 Ton Koopman presentò una ricostruzione dell'opera che non utilizza la BWV 198, bensì impiega il corale Es ist nichts Gesundes an meinem Leibe BWV 25 per il movimento di apertura, e Siehe zu, daß deine Gottesfurcht nicht Heuchelei sei BWV 179 per i cori della turba, componendo egli stesso i recitativi.
Nel 2010 Alexander Ferdinand Grychtolik produsse la prima edizione della seconda versione (1744) tentandone una ricostruzione che fosse stilisticamente coerente: fu pubblicata dalla Peters. Il testo prima ignoto era stato scoperto nel 2009 a San Pietroburgo. In tale versione, Bach aggiunse due arie ed apportò lievi modifiche al testo di Picander.